# Bénigne Dauvergne de Saint-Mars
Bénigne Dauvergne de Saint-Mars (* 1626; † 18. September 1708 in der Bastille, Paris) war ein französischer Soldat und Gefängnisdirektor, der die Aufsicht über wichtige Staatsgefangene von Ludwig XIV. hatte.

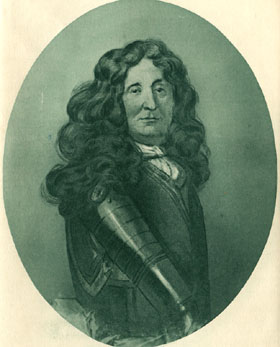
Saint-Mars

Saint-Mars war früh verwaist und wurde von einem Onkel (de Blainviliers) adoptiert. Er erhielt 1650 eine Stelle in der 1. Kompanie der Musketiere des Königs. 1660 wurde er Korporal und 1664 Sergeant. Im Dezember 1664 wurde er auf Empfehlung seines Hauptmanns (capitaine) d´Artagnan, mit dem zusammen er den mächtigen Minister Nicolas Fouquet verhaftet hatte, als Kommandant der Festung Pignerol (Pinerolo) am Fuß der Alpen im Piemont dessen Gefängniswärter. Er trat seinen Posten im Januar 1665 an. Später kamen noch andere wichtige Gefangene, wie der Herzog von Lauzun und der geheimnisumwitterte Mann mit der eisernen Maske (ab 1669) hinzu. Zu dessen Bewachung erhielt er seine Befehle unmittelbar vom Kriegsminister Louvois. Die noch lebenden Gefangenen folgten ihm auch in die weiteren Gefängnisse, deren Kommandant er war: die Alpenfestung Exiles (Mai 1681 bis zum 13. Januar 1687), die Insel Sainte-Marguerite im Golf von Cannes (30. April 1687 bis 8. April 1698) und schließlich als Krönung die Bastille in Paris vom 18. September 1698 bis zu seinem Tod.
Für den Dienst als Bewacher wichtiger Staatsgefangener wurde er von Ludwig XIV. fürstlich belohnt. 1672 wurde er geadelt als Palteau de Dimont et d´Erimont. Er hatte Land im Wert von 10 Millionen Franc. Außerdem fand man bei seinem Tod 20 Millionen in bar in seinen Truhen. Nach Pagnol (1965) hatte er ein jährliches Gehalt von 240.000 Franc und Nebeneinkünfte in gleicher Höhe. Hinzu kamen bei mehreren Gelegenheiten Sonderprämien vom König in erheblicher Höhe. Ab 1680 kaufte er stückweise das Schloss Dixmont im Département Yonne sowie die zugehörigen Herrschaftsrechte (censives). Daneben besaß er das Schloss Palteau bei Armeau im selben Departement, wo er am häufigsten wohnte und auch den „Gefangenen mit der eisernen Maske“ bei dessen Überführung in die Bastille unterbrachte. Saint Mars sorgte auch gut für seine ihm unterstellten Musketiere (in Pignerol kommandierte er ein Korps von 66 Mann) und war bei diesen beliebt.
Saint Mars war mit einer Tochter des Kriegsrats Damorezan verheiratet, deren Schwester die Maitresse des Kriegsministers Louvois war. Er hatte zwei Söhne, der letzte, Jacques-Bénigne, fiel 1704 und so trat sein Neffe Corbé de Formanoir das Erbe an, der auch schon vorher bei ihm als Musketier gedient hatte.